# Murnov graben
Murnov graben je prvi levi pritok reke Kokre. Izvira v gorah na slovensko-avstrijski meji in se v Kokro izliva pri naselju Spodnje Jezersko.